# بحيرة أيزا
بحيرة أيزا تقع في حديقة يلوستون الوطنية في الولايات المتحدة في وايومنغ. تمتد البحيرة على التقسيم القاري في ممر كريغ واكتُشفت لأول مرة في عام 1891 من قبل هيرام تشيتيندين، والذي كان يستكشف أفضل الطرق للاتصال بالمؤمنين القدماء وأحواض ويست ثامب الساخنة. سمّي تشيتيندين البحيرة على اسم السيدة إيزابيل جيلكي من سينسيناتي، على الرغم من أنه ليس واضحا لماذا.

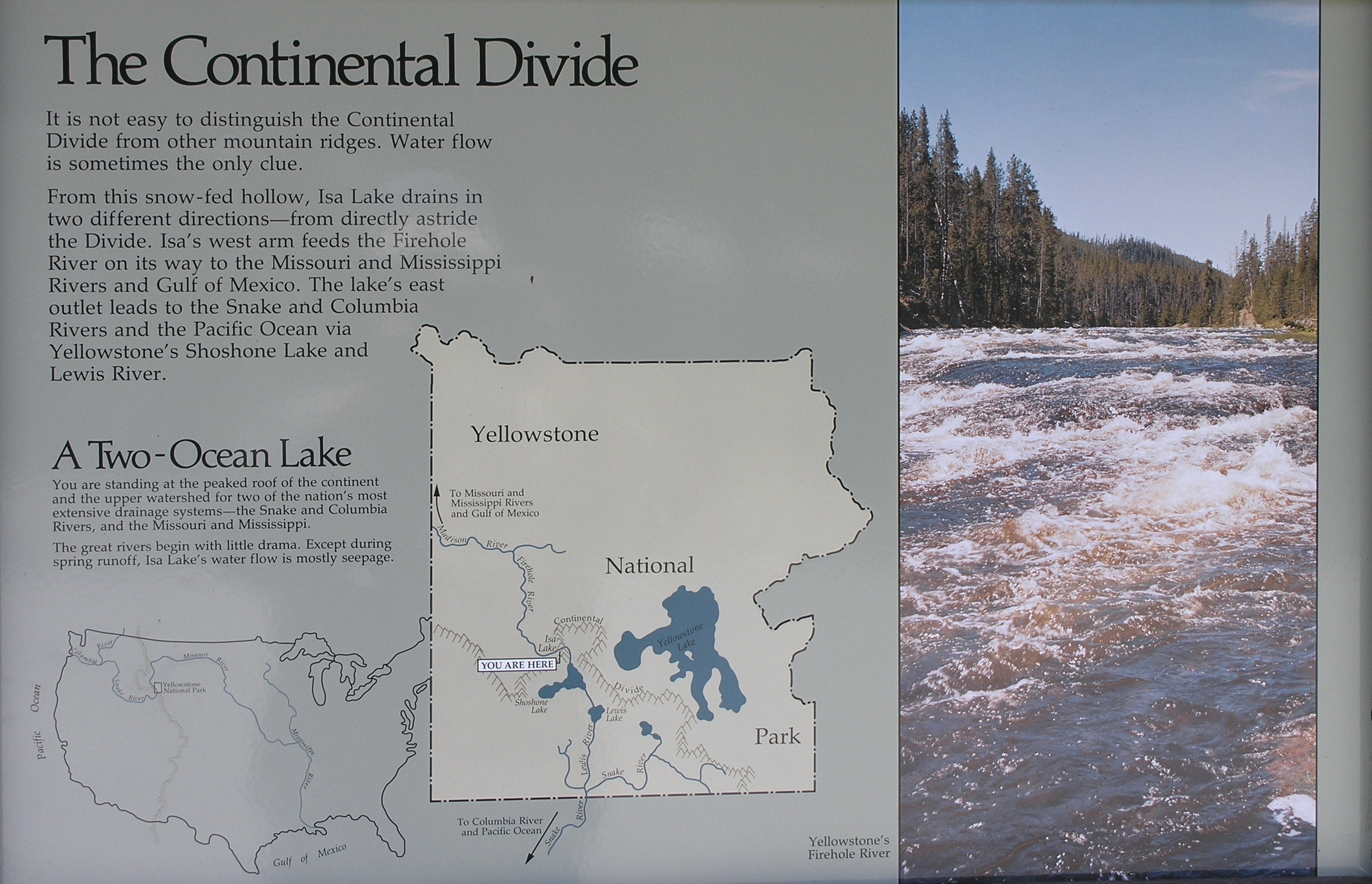
خريطة التقسيم القاري في بحيرة إيزا

يُعتقد أن بحيرة إيزا هي البحيرة الوحيدة في العالم التي تصب في محيطين مختلفين.  الجانب الشرقي من بحيرة يصب عن طريق نهر لويس في المحيط الهادئ  بينما يصب الجانب الغربي من البحيرة عن طريق نهر فايرهول في المحيط الأطلسي. هذا عكس ما قد يتوقعه المرء عادة حيث أن المحيط الأطلسي يقع في الجانب الشرقي للبحيرة بينما يقع المحيط الهادئ في الجانب الغربي.

من السهل زيارة البحيرة حيث أنها قريبة من الطريق الذي يربط المؤمنين القدماء بحوض ويست ثامب الساخن والذي يُعرف باسم اللفة السفلى للطريق على شكل الرقم ثمانية والذي يمر خلال يلوستون.
- بحيرة إيزا، 1921
- بحيرة إيزا على ممر كريغ
- بحيرة إيزا